# 芬蘭語支
芬蘭語支 ，也简芬語支、波羅的-芬蘭語支，是烏拉爾語系的一個下屬語支。芬蘭語支語言的使用者人數達700萬人，主要居住在芬兰和爱沙尼亚。
傳統觀點認為芬蘭語支包括8種語言。此语支的主要现代代表语为芬兰语和爱沙尼亚语，分别为其民族国家的官方语言。在波罗的海地区通行的其它芬兰语支的语言有在芬兰湾英格里亚地区的伊乔里亚语（又称英格里亚语）和瓦佳语，以及曾经在里加湾地区通行的利沃尼亚语。在稍远东北方向奥涅加湖和拉多加湖地区通行卡累利阿语、吕迪语和维普斯语。
另外自1990年代起，有几种原先被视为方言的少数族群的语言开始寻求作为独立语言的承认。有些已经设定了自己的正词法和标准语。在爱沙尼亚东南部及俄罗斯一些地区通行的沃罗语和塞托语过去被视为爱沙尼亚语的方言，但现代语言学家考虑它们为独立的语言。分别在瑞典北部和挪威北部通行的梅安语和克文语已经在法律上取得了独立的少数民族语言的地位，之前它们被视为芬兰语的方言，并在一定程度上和芬兰语或芬兰语中的方言相通。另外，卡累利阿语直至2009年才被芬兰官方认定为自己国内的语言，尽管其地位在语言学上没有任何争议。
其它更小的语种则受到威胁。利沃尼亚语的最后一位母语者在2013年去世；瓦佳语也只剩下十来个母语者。尽管如此，这些语言的标准化过程及普及教育仍在进行。